# Spilostethus furcula
Spilostethus furcula ist eine Art in der Familie der Bodenwanzen (Lygaeidae).

## Merkmale
Die Wanzen erreichen eine Körperlänge zwischen 9 und 11 Millimetern. Spilostethus furcula ist eine von drei Arten der Gattung Spilostethus, die in Europa vorkommen. Die überwiegend rot gefärbte Wanzenart besitzt ein charakteristisches schwarzes Streifen- und Fleckenmuster. Insbesondere das rote apikale Ende des Scutellum, das mit dem teilweise rot gefärbten Clavus ein rotes V erkennen lässt, unterscheidet die Art von ähnlichen Wanzen. Das Art-Epitheton furcula stammt aus dem Lateinischen und bedeutet in etwa „gabelförmig“. Die Beine und Fühler sind schwarz. Die Membran ist dunkelbraun.

## Verbreitung
Spilothetus furcula ist eine ursprünglich afrotropische Art. Seit Ende des 20. Jahrhunderts breitete sich die Art nach Norden in die westliche Paläarktis aus. Über den Maghreb erreichte die Art Anfang der 2000er Jahre die südliche Küstenregion der Iberischen Halbinsel (die portugiesische Algarve sowie der Küstenstreifen von Málaga bis Castellón de la Plana). Mittlerweile, Ende der 2010er Jahre, erstreckt sich das Verbreitungsgebiet entlang der nördlichen Mittelmeerküste von Barcelona bis zur Côte d’Azur. Ferner kommt die Art auf den Balearen vor.

## Lebensweise
Als Wirts- und Nahrungspflanzen von Spilothetus furcula gelten folgende Pflanzen:der  Schwarze Nachtschatten (Solanum nigrum), die Baumwoll-Seidenpflanze (Gomphocarpus fruticosus) und der Gemeine Stechapfel (Datura stramonium). Weitere Pflanzen, die mit der Art in Verbindung gebracht werden, bilden der Gemeine Efeu (Hedera helix) sowie Greiskräuter (Senecio). Die Imagines beobachtet man hauptsächlich in den Monaten Februar, Juni, Juli und November.

## Taxonomie
In der Literatur finden sich folgende Synonyme:
- Lygaeus furcula Herrich-Schäffer, 1850
- Spilostethus furculus